# 서얼
서얼(庶孼)은 첩(妾)의 몸에서 나온 소생이라는 자손(서출 후손)을 뜻하며, 그와 동시에 양인(良人)이라는 신분에 속하는 첩이 낳은 서자(庶子)와 천민(賤民)에 속하는 첩이 낳은 얼자(孼子)를 모두 아울러 함께 통틀어 이르는 말이다.
또한, 서얼(서출)의 자식은 그 후손도 서얼이기에 아무리 서자와 얼자의 모든 자손들이라 할지언정 서얼의 후손들은 그 비록 각자각자의 그 서자와 얼자의 정실부인(본처)에게서 태어났어도 그들의 자녀들은 서얼로 불렸다. 이를 서얼의 후손이라는 뜻에서 '서손(庶孫)'이라고 한다. 서손은 서손끼리 서로 양자를 들이거나 혼인했다.

## 서얼 출신군주
주로 한국사라는 역사에서 대개 서얼 출신의 군주는 왕실에서 적통 왕가의 후손의 수가 마를 때에 결국 차라리 궁여지책의 취지와 그러한 일환으로써 부득이하게도 서얼 출신의 군주가 양산될수밖에 없었던 것이 대부분이었으며, 그러한 형식의 한국사 사상 서얼(서자 및 서손자)이라는 출신의 임금으로는 고구려 태조왕, 고구려 차대왕, 고구려 신대왕, 백제 고이왕, 백제 비유왕, 백제 동성왕, 백제 무령왕, 신라 진흥왕, 신라 진지왕, 백제 무왕, 고구려 영류왕, 백제 의자왕, 신라 태종 무열왕, 고구려 보장왕, 신라 문무왕, 신라 신무왕, 신라 헌안왕, 신라 경문왕, 신라 헌강왕, 신라 정강왕, 신라 진성여왕, 태봉 궁예왕, 신라 효공왕, 고려 충정왕, 고려 우왕, 고려 창왕, 고려 공양왕, 조선 선조, 조선 광해군, 조선 인조, 조선 경종, 조선 영조, 조선 정조, 조선 순조, 조선 철종 등이 있었다. 그 이외에도 한국사의 왕조 시대에는 왕실 왕가의 서얼 왕손 출신의 종실이 더러 가끔씩은 왕실 쿠데타 등의 정변을 잠시 일으켜 천립군주(대립군 또는 대립왕)로 잠시나마 내세워졌다가 결국 축출되는 경우도 있었는데 한국사 역사상의 대표적으로 왕가의 서얼 후손 출신의 역대 천립 군주는 백제 시대의 부여설례, 고려 시대의 영종 안경공 왕창, 승화후 왕온, 연안군 왕고, 덕흥군 왕혜, 심양왕 왕독타불화, 조선 시대의 흥안군 이제, 밀풍군 이탄 등이 있었다.

### 서얼 출신 고려 말기·조선 시대 군주
서얼 출신 임금으로는 고려 공민왕(왕전)의 서자 우왕(왕우), 조선 중종(이역)의 서자 덕흥대원군(덕흥군 이초)의 3남 선조(이연), 선조의 서자 정원군의 장남 능샹군(이종), 숙종(이돈)의 두 서자 경종(이윤)과 영조(이금), 영조의 둘째 서자 사도세자(장조 장헌세자 이선)의 둘째 아들 정조(이산), 정조의 둘째 서자 순조(이공), 사도세자(이선)의 서자 은언군(이인)의 손자인 철종(이변) 등이 있었다.

### 서얼 출신 조선 군주의 아들
영조(이금)의 두 서출 왕자들인 효장세자(진종 효장세자 이행)는 정빈 이씨 소생 서자였고, 사도세자(장조 장헌세자 이선)는 영빈 이씨 소생 서자였다. 정조(이산)의 첫 서출 세자인 문효세자(이순)는 의빈 성씨에게서 얻은 서자였다. 다만 사도세자(이선)의 서자 은신군(이진)의 양자이자 숙종(이돈)의 서자 연령군(이훤)의 양증손자가 된 남연군(이구)은 서자가 아닌데, 본래 능양군(이종)의 정처소생 3남 인평군(이요)의 후손이었다.

## 개설
서얼의 경우 여말선초에는 아버지의 신분을 따라 형식적으로는 양반의 신분에 속하였으며, 이후에도 법적으로는 양반이었지만 사실상 중인으로 취급하여 사회적으로 심한 차별을 받았으며, 상속(相續)에서도 서자의 법정상속분은 적출의 7분의 1, 얼자는 적출의 10분의 1에 불과했다. 조선 시대에는 혈통이나 결혼으로 인한 인척 관계로 출세가 규정되어 서얼은 문과(文科)에 응시할 기회가 사실상 막혀 있었다. 다만, 무과(武科)는 신분차별이 덜하였기 때문에 서얼의 응시가 용이했는데, 이 경우에도 대부분 실직(實職)이 아닌 벼슬이 주어졌다. 이것은 조선의 1부1처·처첩제와 유교의 적서(嫡庶)에 대한 명분론 및 귀천의식(貴賤意識)에서 나온 것으로 설명되었는데, 고려 시대(1부2처다첩이 관행으로 묵인)나 중국의 당나라·명나라에서는 없던 차별이었다.
조선 이전에 한국 사회는 조선보다도 서얼의 차별이 준엄한 사회였고 조선 시대 서얼 차별은 이전 시대의 서얼 차별이 그대로 내려온 것에 불과하다. 서자와 얼자들은 당대에 멸시와 차대를 받았을 뿐만 아니라 자자손손 서얼이라 하여 괄시를 받아왔음은 그들의 역사기록를 통해서도 알 수 있다. 이러한 습속은 세인의 감정에 깊이 뿌리를 박아서 쉽게 빠지지 아니하였다.

## 신분
서자는 양반인 아버지가 자녀라고 인지하여 정식으로 족보에 이름이 올랐을 때에는 법적으로 양반이었으나, 사회적으로는 중인의 대우를 받았다. 아버지로부터 인지를 받지 못한 서얼은 법적으로 어머니의 신분에 따랐는데, 특히 얼자는 인지를 받는 경우가 매우 드물었다.(예. 홍길동전의 홍길동) 다만, 얼자의 어머니가 면천(免賤)한 경우에는 얼자는 양인(良人)이 되었다.(예. 춘향전의 성춘향)
서얼은 그 수가 많아져 점차 사회적으로 큰 문제가 되었으며, 서얼 금고령은 수많은 인재들을 관직으로부터 소외시켜버리는 문제를 초래하게 되었다. 이러한 폐해로 인재 등용의 어려움을 인식한 관리들에 의해 서얼통청론이 중종 때에 조광조에 의해 처음 제안되었으며, 조선 중기를 거쳐 선조 때에는 서얼의 차별을 잠시 완화하여 음관(蔭官)으로 지방의 수령(守令) 등에 임명되기도 했으며, 왜란으로 인한 재정난으로 임시적으로 납속을 통한 통청이 행해지기도 하였다. 조선 후기에는 인조 ~ 숙종 때에 서얼들의 집단 상소와 그에 대한 허통에 대한 논의가 거듭되다가, 영조 대에 통청윤음(1772년)을 반포하여 서얼들이 청요직에도 진출할 기회를 열어 주었으며, 정조 때에는 이전 정책의 성과가 미흡함을 인지하고 정유절목(1777년)을 공포하여 서얼들이 고위 일부 문무관직까지 승진할 수 있도록 제한을 없앴다. 이어 순조 대에는 대단위의 허통 요청을 계미절목(1823년)으로 승인함으로써 많은 부분에서 서얼 차별을 줄여 나갔다. 
그러들지 않아 서얼금고에 대한 제한이 완전히 불식되지는 않았으며, 《경국대전》의 금고(禁錮) 및 한품서용조(限品敍用條), 《속대전》의 허통금지조(許通禁止條)를 근거로 19세기까지 그 잔재가 남아있다가 1894년 갑오개혁 때 관리임용에 있어서 서얼에 대한 차별이 법적으로 철폐되었다.

## 진출 분야
서얼은 고위관료나 양반 사회로의 진출이 원천적으로 막혀 있었기 때문에 그들만의 분야를 개척하게 되었다. 중종 때 승문원의 이문학관(吏文學官)이나 정조 때 규장각의 검서관(檢書官) 등 비교적 낮은 지위는 서얼이 독점하였고, 이들은 사대문서(事大文書)의 제술(製述)이나 《일성록》의 기록 등 중요한 역할을 맡아 보았다. 서얼은 신분적 제약으로 정치계의 진출은 변변치 못했으나, 학문·문필(文筆) 방면에 많은 업적을 남겼다. 어숙권(魚淑權)의 《고사촬요(故事撮要)》, 이긍익의 《연려실기술》, 한치윤의 《해동역사》 등이 그 대표적인 것이다. 한편, 사회적으로 차별과 멸시를 받던 서얼 중 일부는 신분질서를 타파할 목적으로 반란을 주동하거나, 개인적 영달과 양반사회로의 진출을 위해서 당쟁에 적극 가담하기도 하였다.

## 현대사회에서의 용어
현대사회에서의 서얼은 혼인 외의 출생자 또는 혼외자란 용어로 불리며 혼인 관계 밖에서 태어난 사람을 말한다.

## 같이 보기
- 중인
- 남인
- 홍길동
- 성서탈적
- 선조
- 인조
- 사도세자
- 윤웅렬
- 윤치호